# Goxwiller
 Goxwiller (en alsacià Gogschwiller) és un municipi francès, situat a la regió del Gran Est, al departament del Baix Rin. L'any 2004 tenia 785 habitants.
Forma part del cantó d'Obernai, del districte de Sélestat-Erstein i de la Comunitat de comunes del Pays de Barr.

## Demografia
| 1962 | 1968 | 1975 | 1982 | 1990 | 1999 |
| ---- | ---- | ---- | ---- | ---- | ---- |
| 496  | 547  | 635  | 664  | 669  | 733  |

## Administració
| Període | Identitat    | Partit |
| ------- | ------------ | ------ |
| 2001-   | Suzanne Lotz |        |